# Chersonesia intermedia
Chersonesia intermedia е вид пеперуда от семейство Многоцветници (Nymphalidae). Видът не е застрашен от изчезване.

## Разпространение
Разпространен е в Бруней, Индонезия (Калимантан и Суматра), Малайзия (Западна Малайзия, Сабах и Саравак) и Филипини.

## Описание
Популацията на вида е стабилна.